# Xerotia arabica
Xerotia arabica L. – gatunek rośliny z rodziny goździkowatych reprezentujący monotypowy rodzaj Xerotia. Gatunek występuje w na południu Półwyspu Arabskiego – we wschodnim Jemenie oraz zachodnim i środkowym Omanie. Rośnie na terenach pustynnych, w suchych zaroślach, głównie wzdłuż wybrzeża, do rzędnej 150 m n.p.m. Kwitnie i owocuje głównie w maju.

## Morfologia
PokrójNiewielki półkrzew ze zdrewniałą szyją korzeniową, z pędami nadziemnymi zielnymi, szarozielonymi, zamierającymi po owocowaniu.
LiścieSiedzące, wyrastają w okółkach, są gruboszowate, nagie, podługowate – osiągają 7–10 mm długości i 2–3 mm szerokości.
KwiatyDrobne, zebrane w szczytowe wierzchotki. Podsadki są drobne, błoniaste, jajowate, z frędzlowatym brzegiem. Działki kielicha w liczbie 5, są mięsiste, o długości ok. 1 mm. Płatki korony osiągają także ok. 1 mm długości i są białe. Pręcików jest pięć.
OwoceJajowate torebki wsparte trwałym kielichem, od którego są dłuższe. Otwierają się trzema klapami i zawierają 3–6 nasion.

## Systematyka
Gatunek reprezentuje monotypowy rodzaj Xerotia Oliv. z rodziny goździkowatych Caryophyllaceae. W obrębie rodziny rodzaj sytuowany jest w podrodzinie Paronychioideae i plemieniu Polycarpeae.